# 岡崎市立岡崎小学校
岡崎市立岡崎小学校（おかざきしりつ おかざきしょうがっこう）は、愛知県岡崎市の公立小学校。

## 概要
岡崎市針崎町に位置する小学校。1873年（明治6年）4月に創立した。
2007年（平成19年）12月31日、針崎町にある日清紡針崎工場が操業を停止した。市は、岡崎市立南中学校の過大規模化（2008年度の生徒数は1,100人）の解消を図るため、15ヘクタールに及ぶ工場跡地の一角に新しい中学校を建設することを決めた。
2010年（平成22年）11月末、工場跡地に全227区画の大規模住宅「岡崎プライムパーク 春咲の丘」が完成した。
2013年（平成25年）4月、岡崎市立翔南中学校が開校。同年から、羽根小学校（一部）と小豆坂小学校（一部）とともに同中学校の学区を構成することとなった。
「岡崎プライムパーク 春咲の丘」の完成後、児童数が増加した。
| 調査日       | 児童数 | 通常学級 | 特別支援学級 | 出典   |
| ------------ | ------ | -------- | ------------ | ------ |
| 2013年4月8日 | 568人  | 18       | 2            | [ 4 ]  |
| 2019年5月1日 | 748人  | 23       | 4            | [ 5 ]  |
| 2020年5月1日 | 790人  | 24       | 4            | [ 6 ]  |
| 2021年5月1日 | 805人  | 25       | 3            | [ 7 ]  |
| 2022年5月1日 | 810人  | 25       | 4            | [ 8 ]  |
| 2023年5月1日 | 793人  | 25       | 5            | [ 9 ]  |
| 2024年5月1日 | 835人  | 27       | 7            | [ 10 ] |

## 学区
| 町名 | 進学先     |
| --- | ---------- |
| 針崎町、若松町（字川向・字向山のうち通称シビックヒルズを除く。）、羽根西新町、柱1丁目～柱6丁目、針崎1丁目～2丁目、柱町（字馬畷、字折戸、字上川田、宇下川田、字下字、字神明、字竹ノ花、字堤畔、字百々、字西浦、字林、字東浦、字南屋敷) | 翔南中学校 |

（2022年12月26日現在）

## 沿革

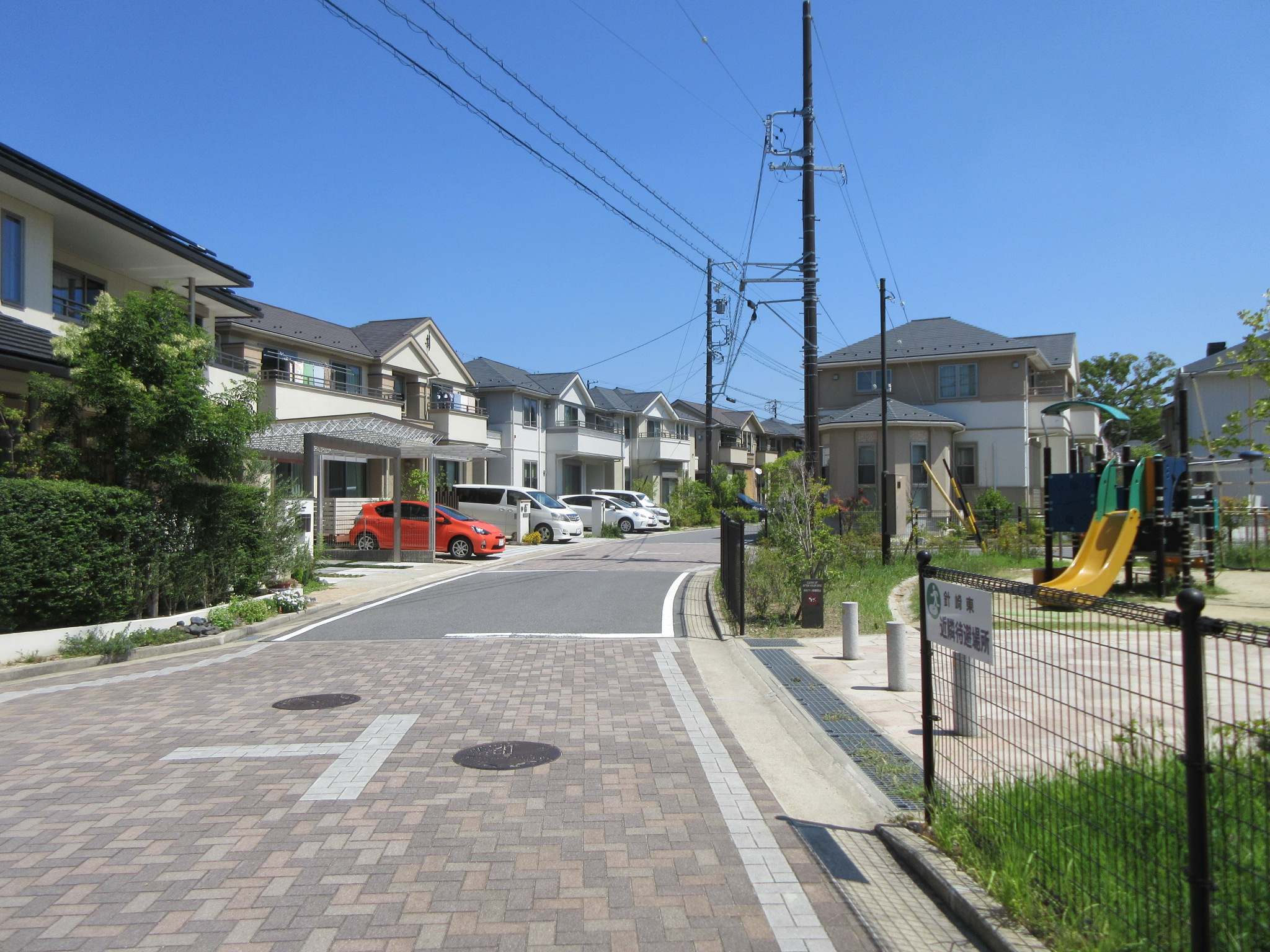
針崎町に新しく造成された住宅地「岡崎プライムパーク 春咲の丘」。この影響で近年、児童数が急増している。

- 1873年（明治6年） - 額田郡羽根村（現・岡崎市羽根北町5丁目1-2）の覚照寺内に第2大学区内第8番中学区第21番小学区羽根学校として創立[12]。
- 1879年（明治12年） - 額田郡羽根村大字羽根字西ノ郷に移転し愛知県額田郡第七番羽根学校と改称。
- 1888年（明治21年） - 額田郡柱村に校舎を新築移転、愛知県額田尋常小学校柱学校と改称。
- 1892年（明治25年） - 小学校令実施で岡崎村立岡崎小学校となる。
- 1901年（明治34年） - 高等科を併置して岡崎村立岡崎尋常高等小学校と改称。
- 1908年（明治41年） - 義務教育年限延長に伴い額田郡岡崎村大字羽根字南乾地に校舎を新築して移転。
- 1928年（昭和3年） - 市村合併によって岡崎市立岡崎尋常高等小学校と改称。
- 1936年（昭和11年） - 羽根尋常小学校新設で、校区の一部を同校に編入。
- 1941年（昭和16年） - 国民学校令施行で岡崎市岡崎国民学校となる。
- 1945年（昭和20年） - 戦災の羽根小学校児童を受け入れて2部授業を実施。
- 1948年（昭和23年） - 岡崎・羽根小学校統合で岡崎市立岡崎小学校設置となる。
- 1950年（昭和25年） - 羽根小学校新設で統合解除。
- 1961年（昭和36年） - 3階建の鉄筋コンクリート校舎完工。
- 1976年（昭和51年） - 現在地に新校舎を新築し移転。

## 著名な出身者
- 内藤ルネ（イラストレーター）
- 小林由希子（ミュージカル俳優）[13]